# Circuito de Johor

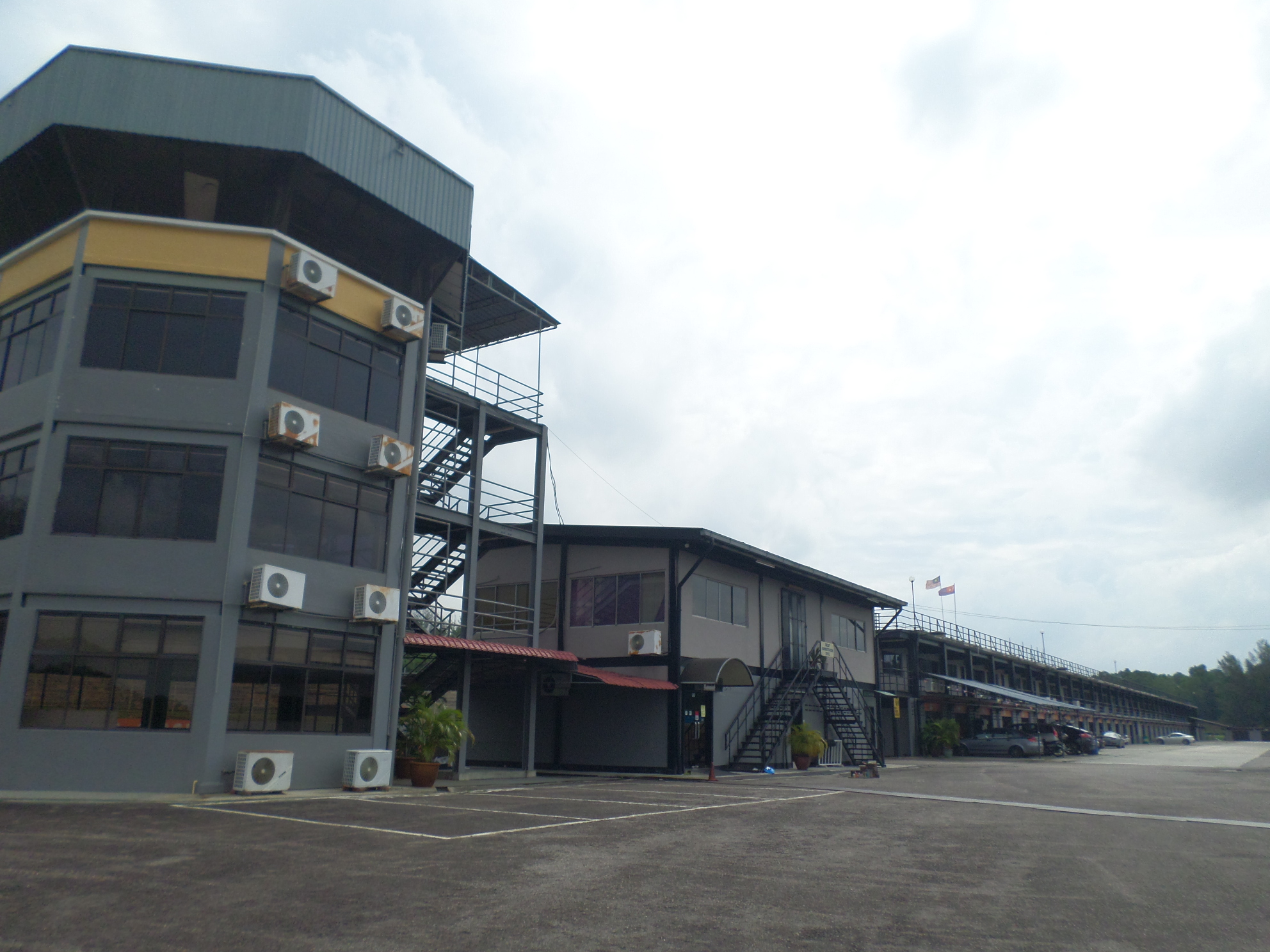
Circuito de Johor

El circuito de Johor es un autódromo en la localidad de Pasir Gudang, estado de Johor, Malasia. El circuito, de 3860 metros de extensión, abrió sus puertas en el año 1986 impulsado por el sultán Iskandar de Johor. Johor albergó el Gran Premio de Malasia de Motociclismo de 1998, una carrera del Campeonato Mundial de Motociclismo, y la fecha malaya del Campeonato Mundial de Superbikes en 1992 y 1993.